# Crise haïtienne de 2017-2025
Batailles
Assassinat de Jovenel Moïse
Guerre des gangs en Haïti
Des manifestations se déroulent dans les villes d'Haïti depuis 2017 pour réclamer la formation d'un gouvernement de transition chargé de fournir des programmes sociaux et de poursuivre en justice des responsables présumés corrompus,.
Le 7 février 2021, les partis de l'opposition et la société civile, déclarant l'expiration du mandat du président de la République Jovenel Moïse, désignent Joseph Mécène Jean-Louis, membre de la Cour de cassation, comme président provisoire afin d'assurer une période de transition pour remplacer le gouvernement et le président sortant. La crise prend un nouveau tour avec l'assassinat de Jovenel Moïse le 7 juillet suivant. L'état de siège est alors déclaré par le Premier ministre par intérim Claude Joseph.
La crise se caractérise également par une guerre de gangs.

## Contexte

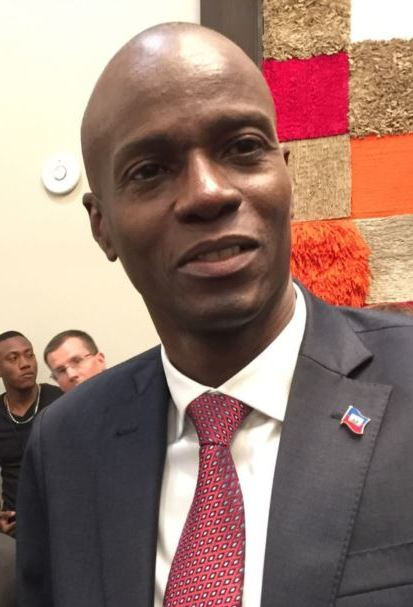
Jovenel Moïse, président de la République de 2017 à son assassinat en 2021.

### Situation politique
Après la fin du mandat de Michel Martelly, le 7 février 2016, Jocelerme Privert est élu président provisoire de la république d'Haïti par le Sénat de la République et la Chambre des députés réunis en Assemblée nationale le 14 février suivant au deuxième tour du scrutin. Son mandat est limité à cent vingt jours, selon les termes d’un accord signé quelques heures avant la fin du mandat du président Martelly. Il démissionne dans la foulée de son siège de sénateur et de président du Sénat.
En avril, le second tour du scrutin présidentiel est reporté à une date inconnue, puis, le 31 mai, la commission électorale préconise d'organiser un nouveau premier tour, tandis que le mandat de Privert prendra fin le 14 juin. Le 6 juin, la présidentielle est officiellement annulée par le président du Conseil électoral provisoire, provoquant un nouveau scrutin. Le 14 juin, le Parlement constate la fin du mandat présidentiel. Trois jours plus tard, lors d'un entretien à l'AFP, il annonce qu'il resterait en poste jusqu'à ce que le Parlement prenne une décision. Néanmoins, l'Entente démocratique, coalition d'opposition dirigée par l'ancien Premier ministre Evans Paul, appelle à son départ. Une séance de l'Assemblée nationale est prévue pour le 21 juin pour décider de la prorogation ou non de son mandat. Cette séance est reportée à une date indéterminée, après des manifestations pro-Privert. Une nouvelle séance se tient le 28 juin mais ne débouche sur aucun résultat.
Le 29 novembre 2016, Jovenel Moïse est élu président de la République. Le 7 février 2017, Jocelerme Privert quitte ses fonctions et transmet le pouvoir au président élu pour un mandat de cinq ans, se terminant le 7 février 2022.
Les élections législatives, normalement prévues pour 2018, ont constamment été repoussées. Cette situation permet au président de renforcer ses propres pouvoirs. Depuis janvier 2020, Jovenel Moïse décide de gouverner par décret.

### Corruption et problèmes sociaux
Les manifestations ont commencé à la suite de rapports de tribunaux selon lesquels de hauts responsables du gouvernement haïtien auraient utilisé frauduleusement jusqu'à 3,8 milliards de dollars d'emprunts du programme vénézuélien Petrocaribe et que le président Jovenel Moïse serait impliqué dans des affaires de corruption (de même que quinze anciens ministres et hauts fonctionnaires, dont deux ex-chefs du gouvernement) ,,. Des entreprises de Jovenel Moïse sont épinglées comme étant « au cœur d’un stratagème de détournement de fonds ».
Les problèmes économiques, notamment l'augmentation du coût de la vie, ont également alimenté les manifestations dans le pays. Près d’un quart de la population est affectée par l'insécurité alimentaire et la situation sanitaire tend à se détériorer en raison de la pénurie d’essence, rendant les hôpitaux de moins en moins opérationnels.
D'autre part, inspirée par le Fonds monétaire international (FMI), une hausse allant jusqu’à 50 % des prix des carburants contribue à la colère de la population. La mesure est qualifiée d’« irresponsable et inopportune » et de « mépris total de la population » par l’économiste Camille Chalmers, secrétaire exécutif de la Plateforme de plaidoyer pour un développement alternatif.

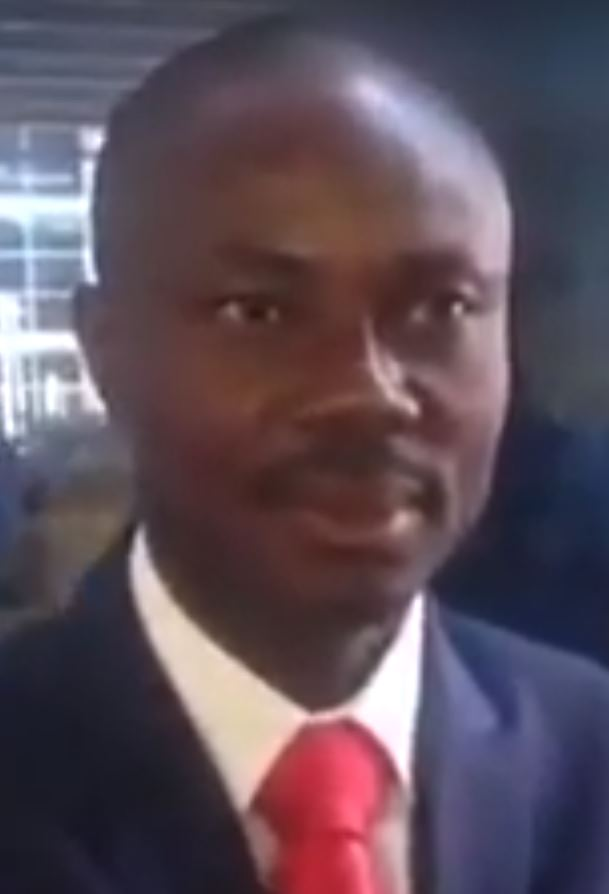
Jean-Charles Moïse, chef de l'opposition et candidat à la présidentielle de 2016.

## Déroulement

### Premiers appels à manifester de 2017-2019
L’opposition est principalement dirigée par Jean-Charles Moïse, chef du parti Platfom Pitit Desalin. Le président Moïse a appelé l'opposition à participer à un dialogue pacifique. La police nationale a déclaré qu'il y avait des « individus malveillants » qui avaient interrompu des manifestations pacifiques dans le pays. L'opposition a décliné les offres de dialogue du président et exigé sa démission, puis a organisé une grève générale dans l'ensemble du pays pour le contraindre à démissionner de ses fonctions. Jean-Charles Moïse et les députés de l'opposition ont appelé à un gouvernement de transition pour remplacer Jovenel Moïse. Le chef de l'opposition a déclaré: « Si Jovenel Moïse ne veut pas quitter le pouvoir, nous allons nommer un président par intérim dans les prochains jours »,. Six militants du parti ont été assassinés.
Après les premiers mois de manifestations, les autres partis d'opposition se dressent contre la politique du président. L'ancien président du Sénat, Youri Latortue, président du parti Haïti en Action, accuse l'exécutif de corruption et tentative d'intimidation envers des membres de son parti et appelle à rejoindre les manifestations. Le parti Inite demande quant à lui la tenue de nouvelles élections générales avant la fin d'année 2019.

### Manifestations de 2019

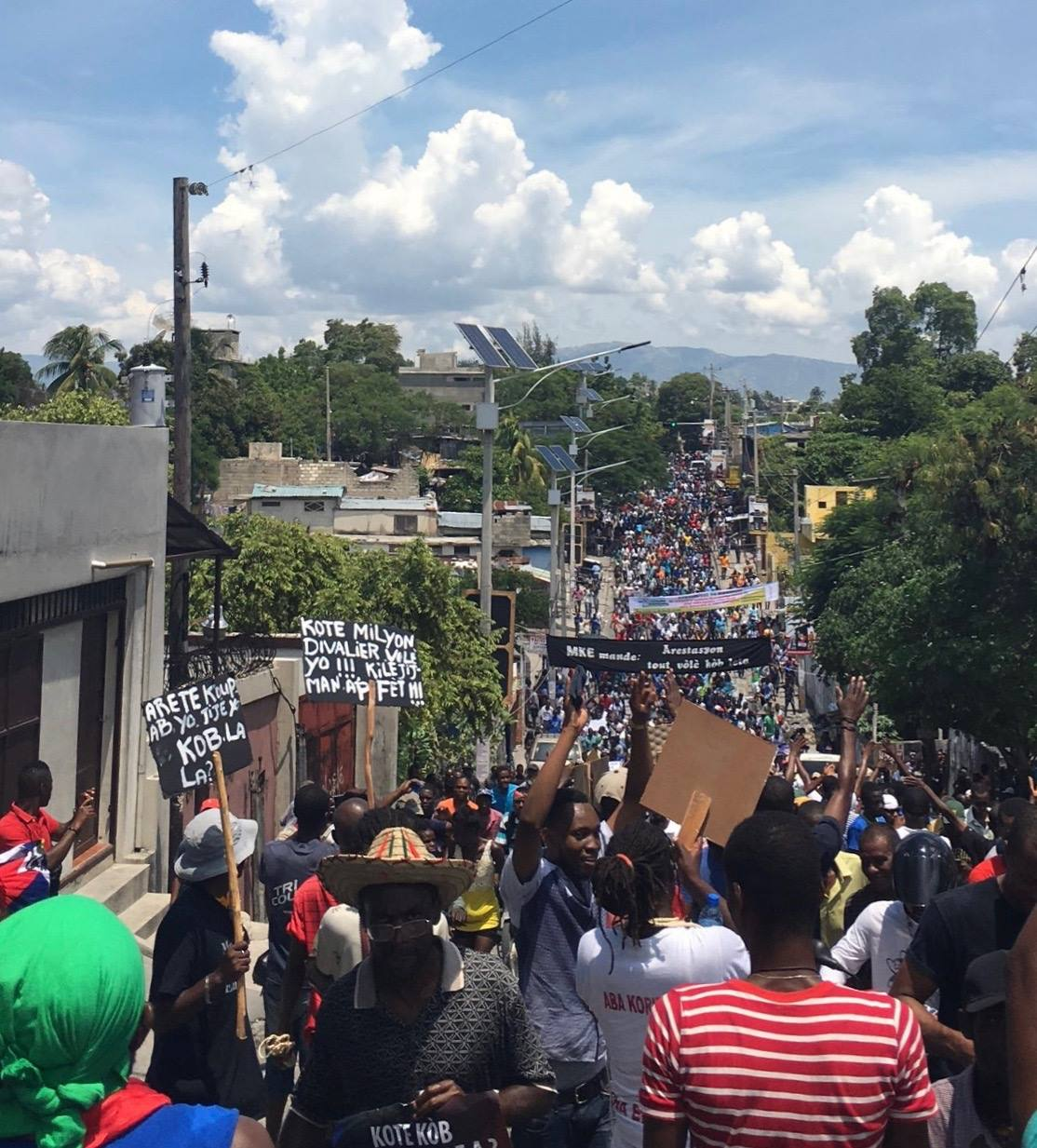
Manifestations en Haïti contre Petrocaribe.

La majorité des manifestants sont issus des quartiers les plus pauvres. Marc-Arthur Fils-Aimé, directeur général de l'Institut culturel Karl-Lévêque, déclare : « Les revendications se sont radicalisées à un point tel qu’elles ont pris l'allure d'une lutte de classe. Les luttes conjoncturelles se sont superposées à des luttes structurelles. Il est presque impossible de bien cerner le contour des actuelles perturbations si on les sépare de la charpente socio-économique et culturelle du pays où les élites exportatrices ont prospéré au point de réduire l'île à l'état de néo-colonie. »
Le premier jour des manifestations, les manifestants ont pris pour cibles les véhicules de luxe de riches Haïtiens, les endommageant. Le lendemain, le 8 février, les maires de certaines villes ont annoncé l'annulation des manifestations précédant le Carnaval d'Haïti. Les manifestations du 9 février ont donné lieu à de nouveaux affrontements avec la police. Des manifestants ont jeté des pierres sur la maison du président Moïse après que des membres des forces de sécurité de l'un de ses alliés eurent frappé la voiture d'une femme et commencé à la battre.
Le 12 février, les manifestants ont incendié un marché populaire, pillé plusieurs magasins et participé à une évasion de prison entraînant la libération de tous ses prisonniers,. Le bâtiment abritant les consulats généraux d'Italie et du Pérou a également été pillés par les manifestants,.
Le 14 février, le président Moïse s'est adressé au pays, affirmant qu'il ne se retirerait pas, déclarant : « Moi, Jovenel Moïse, chef de l’État, je ne donnerai pas le pays aux gangs armés et aux trafiquants de drogue ».
Le 11 juin, les manifestations reprennent et font deux morts.
Du 15 septembre à début octobre, au moins 17 personnes sont tuées et près de 200 blessées par balles et armes blanches, d'après le Réseau national de défense des droits humains (RNDDH), qui indique : « Les autorités actuelles, depuis leur avènement au pouvoir, bafouent les acquis démocratiques du peuple haïtien et violent systématiquement ses droits. Elles n’ont jamais pris au sérieux les différents mouvements de protestation réalisés dans le pays depuis juillet 2018 par une population en proie à tous les maux et qui réclame la jouissance de ses droits civils, économiques, politiques et sociaux. »
Le 9 novembre, après deux jours de discussions parfois houleuses dans un hôtel de la capitale, les opposants se sont accordés pour choisir son successeur parmi les juges de la Cour de cassation et le prochain Premier ministre au sein des partis de l'opposition.
Quelque deux millions de personnes, sur une population totale de onze millions d'habitants, auraient pris part aux manifestations[réf. nécessaire].

### Année 2020
Le 24 mai 2020, le gouvernement déclare la guerre au gang.
La pandémie de Covid-19 interrompt le mouvement de protestation pendant plusieurs mois[réf. souhaitée].

### Année 2021 et assassinat de Jovenel Moïse
Il existe une ambiguïté sur la date de fin de mandat de Jovenel Moïse. Alors que ce dernier estime, qu'étant élu en 2016 et ayant pris ses fonctions le 7 février de l'année suivante, que son mandat se termine le 7 février 2022, l'opposition et des secteurs de la société civile estiment que son mandat prend fin le 7 février 2021. Le 7 février 2021, le Conseil supérieur du pouvoir judiciaire déclare la fin du mandat présidentiel. Le jour même, le gouvernement annonce avoir déjoué une tentative de putsch. Le lendemain, l'opposition nomme le juge Joseph Mécène Jean-Louis comme président par intérim pour une période de transition de deux ans et la rédaction durant cette période d'une nouvelle Constitution consensuelle dans le cadre d'une conférence nationale.
Les institutions, paralysées faute d'élections, sont incapables d'ébaucher un plan de sortie de crise. Le Conseil constitutionnel n’existe qu'en théorie. Le Sénat, autorisé par la loi pour dénouer ce genre de situation, se trouve dans l'incapacité de réagir. Du fait de l'absence d'élections pour renouveler sa composition, seul un tiers des sénateurs y siège encore. De même, l'Assemblée nationale ne siège plus depuis janvier faute de législatives.
En réaction, Jovenel Moïse décide de mettre à la retraite les trois juges dissidents Yveckel Dieujuste Dabresil, Wendelle Coq Thelot, ainsi que Joseph Mécène Jean-Louis. Pourtant, en vertu de la Constitution, ceux-ci sont inamovibles.
Le 10 février, la police disperse une manifestation de l'opposition.
Jovenel Moïse renvoie en avril son Premier ministre Joseph Jouthe et le remplace par Claude Joseph, précédemment à la tête des Affaires étrangères. Ce dernier est le sixième Premier ministre nommé en quatre ans.
La crise culmine avec l'assassinat du président Jovenel Moïse le matin du 7 juillet 2021, à Pétion-Ville. L'état de siège est alors déclaré par le Premier ministre intérimaire Claude Joseph.
La dissolution le 27 septembre 2021 du Conseil électoral provisoire par le Premier ministre Ariel Henry reporte de facto sine die les scrutins prévus en 2021.

### Année 2022
Le 1er janvier 2022, Ariel Henry, qui se rend à Gonaïves pour commémorer la déclaration d'indépendance, ce qui constitue la première visite d'un membre du gouvernement depuis 2018, voit son convoi être la cible de tirs, ce qui le contraint à interrompre sa visite.
Alors que l'opposition tente de le remplacer par un exécutif et un gouvernement provisoire d'ici au 7 février 2022, date prévue pour la fin du mandat du président Jovenel Moïse, les États-Unis estiment qu'Ariel Henry peut se maintenir au pouvoir jusqu'à la tenue de nouvelles élections. En janvier 2022, l'ancien Premier ministre Fritz Jean présente sa candidature à la présidence de la République au Conseil de transition, institué par des partis d’opposition lors de la signature des accords de Montana. À la suite de cette consultation, Fritz Jean est élu président de la République et Steven Benoît au poste de Premier ministre. Ariel Henry refuse de quitter le pouvoir, estimant que son mandat est d'organiser de nouvelles élections. Le président du Sénat, Joseph Lambert estime que le mandat du gouvernement prend fin le 7 février, et qu'au-delà de cette date, il ne devrait qu'expédier les affaires courantes jusqu'à la tenue d'une concertation nationale. Les journées du 7 et 8 février sont finalement calmes et se déroulent sans incident.
Alors que le niveau de vie est déjà très bas pour la majorité de la population haïtienne, la décision d'Ariel Henry d'augmenter de près de 130 % le prix de l'essence et de 90 % celui du kérosène et du diésel provoque des manifestations massives à partir 14 septembre 2022 à Port-au-Prince et dans plusieurs grandes villes du pays. En outre, la hausse du dollar, l’inflation généralisée et les pénuries alimentaires accentuent la crise économique qui sévit à Haïti.
Les manifestations ont provoqué la fermeture temporaire de diverses institutions, notamment les ambassades d'Espagne et de France, ainsi que des banques. Certains manifestants ont également attaqué les domiciles d'hommes politiques (dont le domicile du chef de l'opposition Michel André), les commerces, et ont pillé les entrepôts de l'UNICEF contenant de l'aide humanitaire. Les Nations unies ont déclaré avoir perdu 6 000 000 $ de fournitures.
Port-au-Prince s’enfonce dans la violence depuis juillet. Au moins 89 personnes ont été tuées en une semaine dans des affrontements entre gangs dans la capitale d'Haïti où les prix s’envolent et les carences de carburant s’aggravent toujours davantage, menaçant l’aide humanitaire pourtant cruciale pour les habitants.
Le 12 septembre, une fédération de plus d'une douzaine de gangs (connue sous le nom de G9 Family and Allies) a réagi en creusant des tranchées et en plaçant des conteneurs de fret comme barrières sur la route menant au terminal pétrolier de Varreux, le plus grand dépôt de carburant d'Haïti, où 70% du carburant du pays est stocké (dans le quartier Cité Soleil de Port-au-Prince), le bloquant. Ils ont exigé qu'Henry démissionne et que le gouvernement réduise les prix du carburant et des produits de base. L'inflation en Haïti avait récemment augmenté d'environ 30%, aggravant la situation. Le blocus a provoqué la fermeture de nombreuses stations-service. Les sociétés de distribution d'eau et les services de collecte des déchets ont du cesser leurs activités, les hôpitaux réduire les services, les écoles fermer, les épiceries et les banques lutter, les travailleurs ne pouvaient pas se rendre au travail, des coupures de courant et la perte du service de téléphonie cellulaire ont eu lieu. En conséquence, il y a une pénurie de carburant et d'eau potable. Au 4 octobre 2022, un gallon d'essence sur le marché noir coûtait environ 30 à 40 dollars. Les gangs sont puissants en Haïti, les Nations unies estimant que les gangs contrôlent environ 40% de Port-au-Prince.
Le 11 octobre, Henry et 18 membres de son cabinet ont demandé le déploiement de troupes étrangères pour s'opposer aux gangs de Port-au-Prince, ainsi que des manifestants qui exigent la démission d'Henry et protestent contre la hausse des prix du carburant. Le 15 octobre, le Canada et les États-Unis ont soutenu l'administration Henry avec des véhicules blindés et du matériel militaire. António Guterres, le secrétaire général des Nations unies, a appelé à une "action armée" pour lever le blocage du carburant. Linda Thomas-Greenfield, ambassadrice des États-Unis auprès des Nations unies, a déclaré que "S'il y a jamais eu un moment pour venir en aide aux Haïtiens dans le besoin, c'est maintenant", ajoutant que "Pour être clair, nous sommes parfaitement conscients de l'histoire de l'intervention internationale en Haïti et plus particulièrement de inquiétudes quant au fait que le conseil autorise une réponse qui pourrait conduire à un rôle de maintien de la paix à durée indéterminée." Certains citoyens haïtiens familiers avec le piètre bilan des interventions passées ont exprimé leur opposition à la perspective de l'envoi d'une force militaire étrangère dans le pays, tandis que d'autres sont plus favorables à l'idée sur la base de la possibilité d'une résolution du problème de pénuries et de la présence généralisée de gangs et de choléra. Rosy Auguste Ducena, avocate et directrice de programme au Réseau national de défense des droits humains (RNDDH) en Haïti, a déclaré que "l'histoire nous a montré plus d'une fois que les forces étrangères nous apportent plus de problèmes que de solutions".
Le 17 octobre, les États-Unis et le Mexique ont appelé à la formation d'une force internationale non onusienne pour renverser les gangs à Port-au-Prince, proposant "une mission non onusienne limitée, soigneusement délimitée, dirigée par un pays partenaire avec la profonde expérience nécessaire pour qu'un tel effort soit efficace",,.
Le 21 octobre, le Conseil de sécurité de l'ONU a voté à l'unanimité pour approuver des sanctions contre Haïti, permettant l'imposition d'un gel des avoirs, d'une interdiction de voyager et d'un embargo sur les armes contre les menaces à la paix ou à la stabilité du pays, à savoir Chérizier,.
Une proposition des États-Unis de déployer une force militaire internationale en Haïti a reçu peu de soutien de la part des autres pays membres de l'ONU. Malgré leur fourniture de véhicules et d'équipement militaire à Haïti, les États-Unis et le Canada n'ont pas offert leurs propres forces armées, le Canada exprimant à plusieurs reprises des hésitations à l'idée de le faire. La Russie et la Chine ont également ouvertement exprimé leurs inquiétudes concernant un tel déploiement, et la France a rejeté l'idée de déployer des troupes françaises dans le pays. Les Bahamas ont déclaré qu'ils pourraient envoyer des soldats ou des policiers sur demande. Bien qu'aucun pays n'ait proposé de diriger une force militaire, le 26 octobre, Brian A. Nichols (en), le secrétaire d'État assistant pour l'Hémisphère ouest des États-Unis (en) a déclaré : "Je suis fortement en désaccord avec l'idée qu'une résolution autorisant une force multinationale est en péril", ajoutant que, "Je suis convaincu que nous aurons quelque chose au début de novembre, à la fois une résolution et le leadership de la force".
Le 25 octobre, le correspondant de PBS NewsHour pour les affaires étrangères et la défense, Nick Schifrin (en), a rapporté depuis Haïti que, dans un hôpital géré par l'organisation non gouvernementale (ONG) humanitaire Médecins Sans Frontières, plus d'un quart des patients sont des victimes par balles blessées par des bandes armées. Le même jour, Roberson Alphonse, un journaliste du journal Le Nouvelliste basé à Port-au-Prince, a été hospitalisé après avoir reçu une balle dans sa voiture alors qu'il se rendait au travail,.
De plus, des enlèvements se produisent "en plein jour", avec certains membres de gangs qui kidnappent des haïtiens de leurs voitures et les retiennent contre une rançon.
Le 27 octobre, une délégation du Canada s'est rendue en Haïti pour évaluer les crises en cours et pour consulter les parties prenantes sur les actions possibles qui pourraient être prises pour les résoudre. La délégation est revenue au Canada le 31 octobre.
Eric Jean Baptiste, le leader du Rassemblement des démocrates nationaux progressistes, a été assassiné sur le chemin de son domicile dans le quartier de Laboule 12 le 28 octobre 2022, lorsque sa voiture a été prise en embuscade,. Le garde du corps de Baptiste a également été tué dans l'attaque. L'ancien sénateur Yvon Buissereth (en) a été assassiné dans la même région quelques mois plus tôt.
Au milieu de la matinée du 3 novembre 2022, la Police nationale d'Haïti a lancé une opération pour affronter la coalition des gangs du G9 bloquant le terminal pétrolier de Varreux, entraînant des tirs nourris. Le lendemain, la police aurait pris le contrôle du terminal et était en train de dégager les routes. Selon Reuters, des images de drones de l'entrée du terminal semblaient montrer que l'accès avait été rendu clair.
Le 6 novembre 2022, après deux semaines de négociations entre le gouvernement haïtien et Jimmy Chérizier (connu localement sous son pseudonyme "Babekyou", ou "Barbecue") du G9 Family and Allies, ancien policier et chef du G9 gang coalition, a officiellement annoncé la fin du blocus de deux mois du terminal pétrolier de Varreux. Dans une vidéo circulant en ligne, Chérizier déclare : "Encore une fois, les chauffeurs et les employés du terminal de Varreux peuvent descendre sans crainte. Nous avons décidé entre nous [...] de permettre le gaz à libérer." Il a également affirmé que le G9 Family and Allies n'avaient pas négocié avec Henry, malgré les affirmations contraires de certains politiciens, et a déclaré à propos des actions des gangs : "C'est un combat pour une vie meilleure. La situation s'est aggravée. [...] Nous ne sommes pas responsables de ce qui est arrivé au pays."
Le lendemain, le Département d'État américain a annoncé des offres de récompense pouvant aller jusqu'à 1 000 000 $ chacune pour des informations menant à l'arrestation ou à la condamnation de trois chefs de gang haïtiens, Lanmò Sanjou, également connu sous le nom de Joseph Wilson, Jermaine Stephenson, ou Gaspiyay et Vitel'Homme Innocent, pour leur rôle dans l'enlèvement d'un groupe de missionnaires chrétiens près de Port-au-Prince en 2021 (en),,.
Le 21 décembre 2022, un nouvel accord politique prévoit la tenue de nouvelles élections en 2023, l'investiture d'un nouveau président pour le 7 février 2024, et l'instauration d'un Haut Conseil de la transition de trois membres et d'un organe de contrôle de l'action gouvernementale.

### Année 2023
Le lundi 24 avril à Port-au-Prince dans le quartier Canapé-Vert, un bus provenant de Pétion-Ville est contrôlé par la police et 14 personnes sont arrêtées par la police lorsque des armes à feux et des munitions sont découvertes. Une rumeur se propage que des membres de gangs sont arrêtés. La population se réunit devant le commissariat et réclame à la police que les criminels lui soient remis. Ils se feront lyncher, tuer puis brûler,.
La résolution 2699 du Conseil de sécurité des Nations unies, adoptée le 2 octobre 2023, a autorisé une mission de sécurité dirigée par le Kenya en Haïti. Depuis le 2 octobre 2023, le Kenya, la Jamaïque, les Bahamas et Antigua-et-Barbuda ont accepté de fournir du personnel, tandis que les États-Unis ont offert un maximum de 200 millions de dollars.

### Année 2024 et démission d'Ariel Henry
Ariel Henry se maintient au-delà de la fin de son mandat le 7 février 2024, ce qui provoque des manifestations massives. Le 29 février, il annonce des élections d'ici le 31 août 2025.
En mars 2024, la violence des gangs s'est propagée à Port-au-Prince dans le but de provoquer la démission d'Ariel Henry, entraînant la prise d'assaut de deux prisons et la libération de milliers de prisonniers. Ces attaques et les attaques ultérieures contre diverses institutions gouvernementales ont conduit le gouvernement haïtien à déclarer l'état d'urgence et à imposer un couvre-feu. Le 3 mars, 3 500 détenus s’évadent de prison. Le gouvernement annonce l’état d'urgence et un couvre-feu décrétés.
Après un voyage officiel au Kenya, Ariel Henry est bloqué à Porto Rico, à la suite de menaces des gangs qui annulent les vols à Haïti et car de nombreux pays lui demandent de démissionner,. Il tente ainsi sans succès de rentrer via les États-Unis, la République dominicaine puis la Jamaïque. En parallèle, le Palais national et différents bâtiments étatiques ont été attaqués par des gangs, attaques repoussées par les forces armées. Les infrastructures portuaires et aéroportuaires ainsi que les écoles, les hôpitaux et les institutions publiques sont fermés. Le 10 mars 2024, l'armée américaine évacue par avion le personnel non essentiel de l'ambassade américaine à Port-au-Prince, en Haïti, dans un contexte d'escalade de la violence dans le pays.
Alors qu'il a exclu dans un premier temps de quitter le pouvoir, alors que l'opposant Jean-Charles Moïse propose la mise en place d'un Conseil présidentiel après l'appui d'autres partis,, il démissionne ensuite le 11 mars 2024. La décision a été prise lors d'une réunion de la Communauté caribéenne au cours de laquelle les signataires de l'accord de Montana, En avant, le Collectif des signataires de la déclaration du 30 janvier 2023, ont soumis des propositions en vue d'organiser une transition. Les États-Unis ont proposé le remplacement d'Ariel Henry par un Conseil présidentiel.
Il est remplacé par un Conseil présidentiel de sept à neuf membres (dont certains seront des observateurs), avec une gouvernance multicéphale avec un nouveau chef de gouvernement supervisé par le Conseil. Les membres seront choisis par des partis politiques, Montana, et le secteur privé.
Le 12 mars 2024, Le Kenya décide de suspendre l'envoi de policiers en Haïti, dans le cadre d'une mission internationale soutenue par l'ONU. Le Kenya attend l'installation d'une nouvelle autorité constitutionnelle en Haïti avant de prendre d'autres décisions.
Les forces politiques ont jusqu'au 13 mars pour finaliser les noms. Montana choisit Fritz Jean comme représentant, la coalition de l'ancien Premier ministre par intérim Claude Joseph, du Rassemblement des démocrates nationaux progressistes (RDNP), d'Haïti en action (AAA), de l'Alliance démocratique, choisit Marie Ghislaine Mompremier, Fanmi Lavalas désigne Leslie Voltaire, le secteur privé désigne Laurent Saint Cyr, la coalition du Parti haïtien Tèt Kale (PHTK), de l'Organisation du peuple en lutte (OPL), de la Ligue alternative pour le progrès et l'émancipation haïtienne (LAPEH), choisit Edgard Leblanc, tandis que l'accord autour d'Ariel Henry n'a pas choisi son représentant et Jean-Charles Moïse, qui réclame trois sièges, s'oppose finalement au processus. Le 18 mars, le premier choisit Louis Gérald Gilles, puis le 20 mars, Dominique Dupuy remplace Mompremier et Jean-Charles Moïse choisit Emmanuel Vertilaire. Victime de menaces, Dupuy est remplacée le 25 mars par Smith Augustin. Les membres doivent ensuite choisir le président du Conseil présidentiel et le Premier ministre.
Un accord politique est signé le 7 avril pour permettre l'entrée en fonction du Conseil présidentiel et prévoit une transition de 22 mois jusqu'au 7 février 2026. Il est publié au journal officiel Le Moniteur le 12 avril. Le 24 avril 2024, Ariel Henry démissionne officiellement de son poste de Premier ministre d'Haïti dans une lettre publiée et signée à Los Angeles. Le Conseil présidentiel de transition prête serment le lendemain.
Le 16 mai 2024, un parti d'opposition au Kenya dépose un recours, devant un tribunal de Nairobi pour annuler le déploiement de policiers kényans en Haïti.
Le 24 mai 2024, deux missionnaires chrétiens américains, dont l'une est la fille d'un représentant de l'État du Missouri, et un pasteur haïtien sont tués dans une embuscade.

### Année 2025
Le 2 juillet 2025, le sous-secrétaire de l'ONU chargé des Amériques, Miroslav Jenca, s'alarme et déclare devant le Conseil de sécurité : « Nous avons continué à voir une nette érosion de l'autorité de l'État et de l'état de droit. La violence brutale des gangs touche tous les aspects de la vie publique et privée. » Le même jour, la directrice de l'Office des Nations unies contre la drogue et le crime (ONUDC), Ghada Waly, déclare que « Les groupes criminels armés ont pris le quasi-contrôle de la capitale, avec environ 90% de Port-au-Prince sous leur emprise. »

## Médias
Selon le Comité pour la protection des journalistes, certains reporters ont été pris pour cibles par les manifestants. Un journaliste de Reuters, Robenson Sanon, a été blessé lors des manifestations, mais pense que c'était une coïncidence, car il avait été pris entre deux affrontements. Un journaliste est blessé le 23 septembre par des éclats de balle lorsqu'un sénateur du parti au pouvoir fait feu (vers le ciel) pour disperser des manifestants rassemblés devant le Sénat.

## Réactions internationales
Les États-Unis appellent au retour au calme et félicitent les forces de police.
L'Union européenne semble maintenir son soutien au président Jovenel Moïse, bien que moins ouvertement que les États-Unis. Le 3 octobre 2019, Jovenel Moïse accueille la nomination de la nouvelle ambassadrice de l’UE en Haïti comme « un acte de raffermissement des relations déjà excellentes entre Haïti et l’Union européenne ».
En 2021, alors que les manifestations reprennent contre le pouvoir, les États-Unis réaffirment leur soutien à Jovenel Moïse tandis que l'Union européenne reste silencieuse sur la crise haïtienne.
En 2024, le président Irfaan Ali de la Guyana a affirmé, que la Caricom entendait aider à rétablir « stabilité et normalité » en Haïti, qualifiant la situation sur place de « désespérée ».

## Épidémie de choléra et faim
Une épidémie de choléra en Haïti a été signalée en octobre 2022, après une période de trois ans sans nouveau cas confirmé de la maladie dans le pays. La propagation actuelle de la maladie a été attribuée aux prisons surpeuplées, aux bidonvilles gérés par des gangs et au manque d'eau potable. Le 2 octobre, Moha Zemrag, un coordinateur de projet pour MSF, a déclaré que la majorité des patients haïtiens atteints de choléra actuellement sous observation par MSF sont des enfants. Le 12 octobre, l'Organisation panaméricaine de la santé (OPS) a signalé au moins 35 décès officiels dus au choléra, ainsi que 600 cas suspects dans les environs de Port-au-Prince. Le 30 octobre, le ministère de la Santé haïtien a indiqué que le nombre était passé à 55 décès et 2 243 cas suspects.
En outre, le Programme alimentaire mondial (PAM) a signalé le 14 octobre qu'un nombre record de 4,7 millions de personnes (près de la moitié de la population du pays) sont actuellement confrontées à une faim aiguë en Haïti,. En utilisant l'échelle de classification intégrée de la phase de sécurité alimentaire (IPC), le PAM a classé 19 000 de ces personnes comme appartenant au cinquième et plus haut niveau de l'échelle, la phase "Catastrophe" (IPC 5).